# Clemensia nigrolineata
Clemensia nigrolineata là một loài bướm đêm thuộc phân họ Arctiinae, họ Erebidae.